# Loin du paradis (film, 1998)
Pour les articles homonymes, voir Loin du paradis.
Pour plus de détails, voir Fiche technique et Distribution.
Loin du paradis (Return to Paradise) est un film américain réalisé par Joseph Ruben en 1998. Il s'agit du remake américain du film français Force majeure de Pierre Jolivet (1989), avec Patrick Bruel, François Cluzet et Kristin Scott Thomas.

## Synopsis
John Volgecherev dit « Shérif », Tony et Lewis, trois étudiants américains, se lient d'amitié au cours d'un voyage en Malaisie. Sheriff et Tony rentrent à New York, laissant Lewis sur place. Deux années plus tard, ils apprennent l'arrestation de Lewis, appréhendé par la police peu de temps après leur départ. Il a été trouvé en possession du haschich que ses amis avaient abandonné sur place. Condamné à mort, Lewis a épuisé tous les recours. Il sera exécuté dans la semaine si « Shérif » et Tony n'acceptent de se rendre aux autorités pour assumer leur crime et purger trois ans de prison.

## Fiche technique
- Titre : Loin du paradis
- Titre original : Return to Paradise
- Réalisation : Joseph Ruben
- Scénario : Wesley Strick et Bruce Robinson
- Musique : Mark Mancina
- Photographie : Reynaldo Villalobos (en)
- Montage : Craig McKay et Andrew Mondshein
- Production : Alain Bernheim et Steve Golin
- Société de production : Polygram Filmed Entertainment, Propaganda Films et Tetragram
- Société de distribution : Warner Bros.
- Pays de production :  États-Unis
- Genre : Drame, romance et thriller
- Durée : 111 minutes
- Dates de sortie : 
  - États-Unis : 14 août 1998
  - France : 14 juillet 1999

## Distribution
- Vince Vaughn (VF : Bernard Gabay) : John « Shérif » Volgecherev
- Anne Heche (VF : Marie-Laure Dougnac) : Beth Eastern
- Joaquin Phoenix (VF : Cédric Dumond) : Lewis McBride
- David Conrad (VF : Cyrille Artaux) : Tony Croft
- Vera Farmiga (VF : Marjorie Frantz) : Kerrie
- Nick Sandow : Ravitch
- Jada Pinkett Smith (VF : Hélène Chanson) : M. J. Major
- Elizabeth Rodriguez : Gaby, ex-petite amie de « Shérif »
- David Zayas : le contremaître
- Raymond J. Barry (VF : Michel Modo) : M. Volgecherev, le père de « Shérif »
- Curzon Dobell (VF : Jacques Bouanich) : le client drogué de « Shérif »

 Source et légende : version française (VF) sur RS Doublage et selon le carton du doublage français sur le DVD zone 2.